# Jason Spencer
Jason Chauncey Spencer (* 14. November 1974 im Sarpy County, Nebraska) ist ein US-amerikanischer Politiker der Republikanischen Partei. Von 2011 bis 2018 gehörte er dem Repräsentantenhaus von Georgia an.
2010 wurde Spencer als Vertreter des 180. Distrikts in das Repräsentantenhaus von Georgia gewählt. Er trat sein Amt als Abgeordneter am 10. Januar 2011 an. Spencer wurde 2012, 2014 und 2016 jeweils wiedergewählt. 2018 scheiterte er erstmals bei der Wiederwahl. 2017 hatte er die schwarze Abgeordnete LaDawn Jones davor gewarnt, sie könne verschwinden, falls sie sich für das Entfernen von Statuen von konföderierten Offizieren einsetze. Vor dem Ende seiner Amtszeit wurde in der Serie Who Is America? ein Interview von Spencer mit dem von Sacha Baron Cohen dargestellten israelischen Anti-Terror-Experten Erran Morad ausgestrahlt. Dieses Interview führte im Juli 2018 zu Spencers vorzeitigem Rücktritt. Spencer hatte die rassistischen Schimpfwörter  "Nigger" und "Sandnigger", geschrien und in stereotyper Weise asiatischen Akzent imitiert. Außerdem hatte er sich seiner Beinkleider entledigt und versucht, den vermeintlichen Israeli mit seinem nackten Gesäß zu attackieren.